# Gnathonyx piceipennis
Gnathonyx piceipennis är en skalbaggsart. Gnathonyx piceipennis ingår i släktet Gnathonyx och familjen långhorningar.

## Underarter
Arten delas in i följande underarter:
- G. p. piceipennis
- G. p. longiscapis